# Antje Buschschulte
Antje Buschschulte (Berlín, Alemania, 27 de diciembre de 1978) es una nadadora alemana especializada en pruebas de estilo espalda, donde consiguió ser medallista de bronce olímpica en 2004 en los 200 metros.

## Carrera deportiva
En los Juegos Olímpicos de Sídney 2000 ganó la medalla de bronce en los relevos de 4x200 metros estilo libre, con un tiempo de 7:58.64 segundos que fue récord nacional alemán, tras Estados Unidos (oro) y Australia (plata).
Cuatro años después, en los Juegos Olímpicos de Atenas 2004 ganó tres medallas de bronce: en los 200 metros estilo espalda, con un tiempo de 2:09.88 segundos, tras la zimbabuense Kirsty Coventry (oro con 2:09.19 segundos que fue récord de África) y la rusa Stanislava Komarova, en los relevos 4x200 metros libres —tras Estados Unidos y China— y en los relevos de 4 x 100 metros estilos (nadando el largo de espalda), tras Australia y Estados Unidos.